# سكابتيا بيونسيا

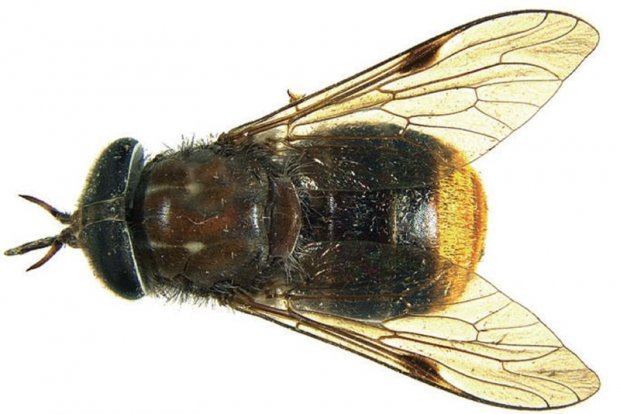

سكابتيا بيونسيا (بالإنجليزية:Scaptia beyonceae) هو نوع من ذباب الخيل يوجد في Atherton Tablelands في شمال شرق كوينزلاند، أستراليا. تم اكتشاف الذبابة عام 1981 ولكن لم يتم وصفها علمياً حتى عام 2011, وسميت على اسم الفنانة والممثلة الأمريكية بيونسيه.

## وصف
تتميز سكابتيا بيونسيا بطرف ذهبي مذهل على البطن, يتكون من رقعة كثيفة من الشعر الذهبي, مما يوفر الإلهام لاسمها. تم جمع جزء من سلالة البلينثينا, سكابتيا بيونسيا لأول مرة في عام 1981, إلى جانب عيّنتين من الأنواع الفرعية الأخرى غير المعروفة سابقًا. تم وصف الذبابة رسميًا في عام 2011 من قبل عالم الأبحاث في هيئة البحوث الأسترالية. وفقاً ليسارد, على الرغم من اعتبار البشر عادةً آفات, إلا أن العديد من أنواع ذبابة الخيل تلعب دوراً مهمًا في تلقيح النباتات. يشرب الذباب الرحيق من عدة أنواع من الجريفيلا وأشجار الشاي والأوكاليبتس.
بخلاف عينة عام 1981, تم جمع الذبابة في مناسبتين أخريين فقط. جميع العينات الثلاث التي تم جمعها من الإناث.

## تسمية
يجب أن تتوافق تسمية الأنواع الحيوانية مع الإرشادات التي وضعتها اللجنة الدولية لتسمية الحيوان (ICZN). تسمح إرشادات ICZN للأنواع بتلقي الأسماء التي تكرم الناس, بما في ذلك المشاهير. الأنواع الأخرى التي سميت على أسماء مشاهير تشمل Hyla Stingi, ضفدع سمي على اسم المغني ستينغ, Pachygnatha zappa, عنكبوت سمي على اسم المغني وكاتب الأغاني فرانك زابا؛ وثلاثة أنواع من الخنافس من جنس Agathidium (A. bushi و A. cheneyi و A. rumsfeldi) سميت على اسم السياسيين الأمريكيين جورج دبليو بوش وديك تشيني ودونالد رامسفيلد على التوالي.